# بولين تشن (صحفية)
بولين تشن (بالإنجليزية: Pauline Chen)‏ هي جَرّاحة وصحفية وطبيبة أمريكية، ولدت في 1964.